# 천새 (동오)
천새(天璽)는 중국 손오(孫吳) 말제(末帝)의 일곱 번째 연호이다. 276년 7월에서 276년 12월까지 6개월 동안 사용하였다. 276년에 오군(吳郡) 임평호(臨平湖)에서 황제라고 쓰여 있는 작은 돌이 담긴 상자가 발견된 것을 계기로 개원하였다.
같은 시기에 사용된 다른 연호로는 서진(西晉)에서 사용한 함녕(咸寧 : 275년 ~ 280년)이 있다.

## 연대대조표
| 천새                | 원년           |
| 서력                | 276년          |
| 육십간지 (六十干支) | 병신(丙申)     |
| 서진 (西晉)         | 함녕(咸寧) 2년 |

## 같이 보기
- 다른 왕조의 같은 연호
  - 북량(北涼) 천새(399년 ~ 401년)

- 중국의 연호

| 이전 연호 천책(天冊) | 중국의 연호 손오(孫吳) | 다음 연호 천기(天紀) |